# Stradonice (hradiště)
Hradiště Stradonice bylo keltské hradiště z let 550 až 450 př. n. l. z období pozdní doby halštatské. Přetrvalo do časně laténského období. Jeho pozůstatky se nachází několik set metrů východně od vsi Stradonice v okrese Louny v nadmořské výšce cca 280 metrů. Hradiště zaujímalo plochu 6,75 hektaru. Na valu hradiště se nachází rozhledna Stradonka z roku 2009.

## Lokalita
Hradiště se nachází na konci ostrožnovitého výběžku z náhorní planiny nad prudkým svahem Štoly Stradonice nad Stradonicemi v lokalitě zvané Na Šancích, Na Valech, Na Hradbách, Zadní Valy nebo Petrova Louka. Ostrožna je z jihovýchodu a východu obtékaná Débeřským potokem a leží 90 metrů nad jeho úrovní. Na jihu ostrožnu ukončuje rokle s bezejmenným potůčkem a na sever ostrožna klesá pouze mírně, terasovitě.

## Výzkum hradiště
Hradiště zkoumal v roce 1891 Ludvík Šnajdr. V letech 1975 a 1977–1978 zde proběhly výzkumné výkopy, které vedl PhDr. Zdeněk Smrž z Ústavu archeologické památkové péče severozápadních Čech. Na místě byly nalezeny zlomky řecké keramiky a bronzových nádob např. na víno přivezených z řecké kolonie Massalia, což dokládá dálkový obchod s luxusním zbožím.

## Historie osídlení
Místo bylo osidlováno už dříve, což ukazují sporé nálezy z doby středního paleolitu, neolitu, mladší doby bronzové (kultury knovízské). doby římské a raného středověku. Dochované hradiště bylo osídleno od pozdní doby halštatské do časně laténského období a pravděpodobně sloužilo především ke shromažďování obyvatel při oslavách a sešlostech. Obrana nebyla prvořadá a hradiště bylo spíše refugiem čili dočasně opevněným místem. Existuje také hypotéza, že příkop a vnitřní kamenité torzo valu pochází od lidí kultury knovízské z mladší doby bronzové.

## Opevnění
Hradiště bylo pravděpodobně obehnáno na jižní a západní straně pouze mírným opevněním, např. palisádou. Zato ze severní a východní strany bylo ve tvaru půloblouku obehnáno mohutným 520 metrů dlouhým a dodnes patrným valem s příkopem a s bránou v západním rohu. Při stavbě valu bylo spotřebováno cca 7 000 m³ hlíny získané převážně z hloubení příkopů, 300 m³ opuky a 250 m³ dřeva. Valy byly dvojího typu, na východě 260 metrů dlouhý mohutnější val, na severu nižší.
Východní mohutnější val byl tvořen pásem propojených dřevěných komor podobných srubům, které byly vyplněny hlínou a vnější stěnu tvořila zeď z opukových kamenů. Na vnitřní straně byl 3,5 metru široký ochoz a na vrcholu hradby souvislá palisáda. Val byl v základně široký sedm metrů a vysoký asi 3,5 metru. Před valem byl pět až šest metrů široký a asi 2,5 metru hluboký příkop (zasypán v roce 1977).
Severní nižší val byl opět tvořen hlínou vyplněnou srubovou konstrukcí s čelní opukovou zdí a palisádou, ta ale byla zapuštěna do čela upravené terénní hlavy před příkopem. Příkop byl široký 4,5 metru a hluboký asi dva metry, na vnitřní straně byl lemován opukovou zdí a terén před ním byl navýšen. Jde o první pravěký doklad takto sofistikovaného prohlubování příkopu, které bylo užíváno až u barokních pevností v 17. až 19. století (tzv. glacis).
Brána se nacházela na západním konci severního valu, zde byl val zpevněn kamenitým jádrem. Z druhé strany brány byl příkrý svah do hluboké strže.

## Přístup khradišti
Přístup k hradišti je po žluté turistické značce ze Stradonic, případně z Chrastína.